# قطعنامه ۱۶۴۳ شورای امنیت
قطعنامه  ۱۶۴۳ شورای امنیت سازمان ملل متحد که در تاریخ ۱۵ دسامبر ۲۰۰۵ تصویب شد، سندی بین‌المللی دربارهٔ بررسی وضعیت در ساحل عاج است. این قطعنامه طی نشست ۵۳۲۷ام با ۱۵ رای موافق، ۰ مخالف و ۰ ممتنع تصویب شد.